# Сен-Поль-де-Жарра
Сен-Поль-де-Жарра́ (фр. Saint-Paul-de-Jarrat) — коммуна во Франции, находится в регионе Юг — Пиренеи. Департамент коммуны — Арьеж. Входит в состав кантона Фуа-Рюраль. Округ коммуны — Фуа.
Код INSEE коммуны — 09272.

## Население
Население коммуны на 2008 год составляло 1246 человек.
| 1968 | 1975 | 1982 | 1990 | 1999 | 2006 | 2008 |
| ---- | ---- | ---- | ---- | ---- | ---- | ---- |
| 1103 | 1068 | 1100 | 1261 | 1224 | 1233 | 1246 |

## Экономика
Основу экономики составляет деревообрабатывающая промышленность, есть лесопилка и столярные мастерские.
В 2007 году среди 809 человек в трудоспособном возрасте (15—64 лет) 562 были экономически активными, 247 — неактивными (показатель активности — 69,5 %, в 1999 году было 69,0 %). Из 562 активных работали 516 человек (276 мужчин и 240 женщин), безработных было 46 (20 мужчин и 26 женщин). Среди 247 неактивных 61 человек были учениками или студентами, 90 — пенсионерами, 96 были неактивными по другим причинам.

## Достопримечательности
- Прачечная (1921), по проекту архитектора Эмиля Соре.
- Церковь Сен-Жермье (XVI век, позже перестроена)
- Замок Лаба (разрушен во время религиозных войн, перестроен в начале XVII и начале XX веков)
- Второй замок (XVI век, башня XII века)
- Мост дьявола
- Вокзал Сен-Поль-Сент-Антуан (закрыт)